# Alex Lopes do Nasciment
Alex Lopes do Nasciment (nacido el 22 de abril de 1969) es un exfutbolista brasileño que se desempeñaba como centrocampista.
Jugó para clubes como el Cerezo Osaka (1997).

## Trayectoria

### Clubes
| Club         | País  | Año  |
| ------------ | ----- | ---- |
| Cerezo Osaka | Japón | 1997 |

## Estadística de carrera

### J. League
| Club         | Año   | J. League | J. League | Copa J. League | Copa J. League | Total | Total |
| Club         | Año   | Part.     | Goles     | Part.          | Goles          | Part. | Goles |
| ------------ | ----- | --------- | --------- | -------------- | -------------- | ----- | ----- |
| Cerezo Osaka | 1997  | 16        | 5         | 0              | 0              | 16    | 5     |
| Total        | Total | 16        | 5         | 0              | 0              | 16    | 5     |